# Eleutherodactylus auriculatus
Espèce
Synonymes
- Hylodes auriculatus Cope, 1862
- Eleutherodactylus sonans Dunn, 1925

Statut de conservation UICN

 LC  : Préoccupation mineure
Eleutherodactylus auriculatus est une espèce d'amphibiens de la famille des Eleutherodactylidae.

## Répartition
Cette espèce est endémique de Cuba. Elle se rencontre du niveau de la mer jusqu'à 1 300 m d'altitude.

## Description
Les femelles mesurent jusqu'à 24 mm.

## Taxinomie
Eleutherodactylus sonans a été placée en synonymie avec Eleutherodactylus auriculatus par Barbour en 1937.

## Publication originale
- Cope, 1862 : On some new and little known American Anura. Proceedings of the Academy of Natural Sciences of Philadelphia, vol. 14, p. 151–159 (texte intégral).